# Максимів Юрій Степанович
Юрій Степанович Максимів — полковник Збройних сил України, учасник російсько-української війни, що відзначився у ході російського вторгнення в Україну в 2022 році.

## Життєпис
Народився Юрій Максимов 1973 року. До лав Збройних сил України вступив у 1991 році і з того часу постійно працює у військовій сфері України. 2012 року отримав диплом Національного університету оборони України імені Івана Черняховського. У квітні 2019 року призначений військовим комісаром Київського обласного військового комісаріату. До цього очолював Деснянський районний військовий комісаріат міста Києва. Під час війни продовжує очолювати Київський міський центр комплектування та соціальної підтримки.
Командир 152-гої окремої єгерської бригади з серпня 2024 року по 23 червня 2025 року. Ряд військовослужбовців бригади зробили заяви, що з квітня 2024 року у бригаді почались випадки приниження честі і гідності військовослужбовців, нанесення їм фізичної шкоди, мародерства.

## Нагороди
- орден «Богдана Хмельницького» ІІІ ступеня (2022) — за особисту мужність і самовіддані дії, виявлені у захисті державного суверенітету та територіальної цілісності України, вірність військовій присязі.[9]